# إليزابيث مودي
إليزابيث مودي (بالإنجليزية: Elizabeth Moody)‏ هي ممثلة نيوزلندية، ولدت في 29 أكتوبر 1939 في نيوزيلندا، وتوفيت في 12 يناير 2010 في نيوزيلندا.

## أعمال

### أفلام
- (2001)  رفقة الخاتم[3]

## وصلات خارجية
- إليزابيث مودي على موقع IMDb (الإنجليزية)
- إليزابيث مودي على موقع ألو سيني (الفرنسية)
- إليزابيث مودي على موقع أول موفي (الإنجليزية)
- إليزابيث مودي على موقع قاعدة بيانات الأفلام السويدية (السويدية)
- إليزابيث مودي على موقع قاعدة بيانات الفيلم (الإنجليزية)
- إليزابيث مودي على موقع كينوبويسك (الروسية)